# Ludwig Mies van der Rohe
Ludwig Mies van der Rohe ([ˈluːtvɪç ˈmiːs fan deːɐ̯ ˈʁoːə]; Aquisgrana, 27 marzo 1886 – Chicago, 17 agosto 1969) è stato un architetto e designer tedesco.

## Biografia

### Infanzia

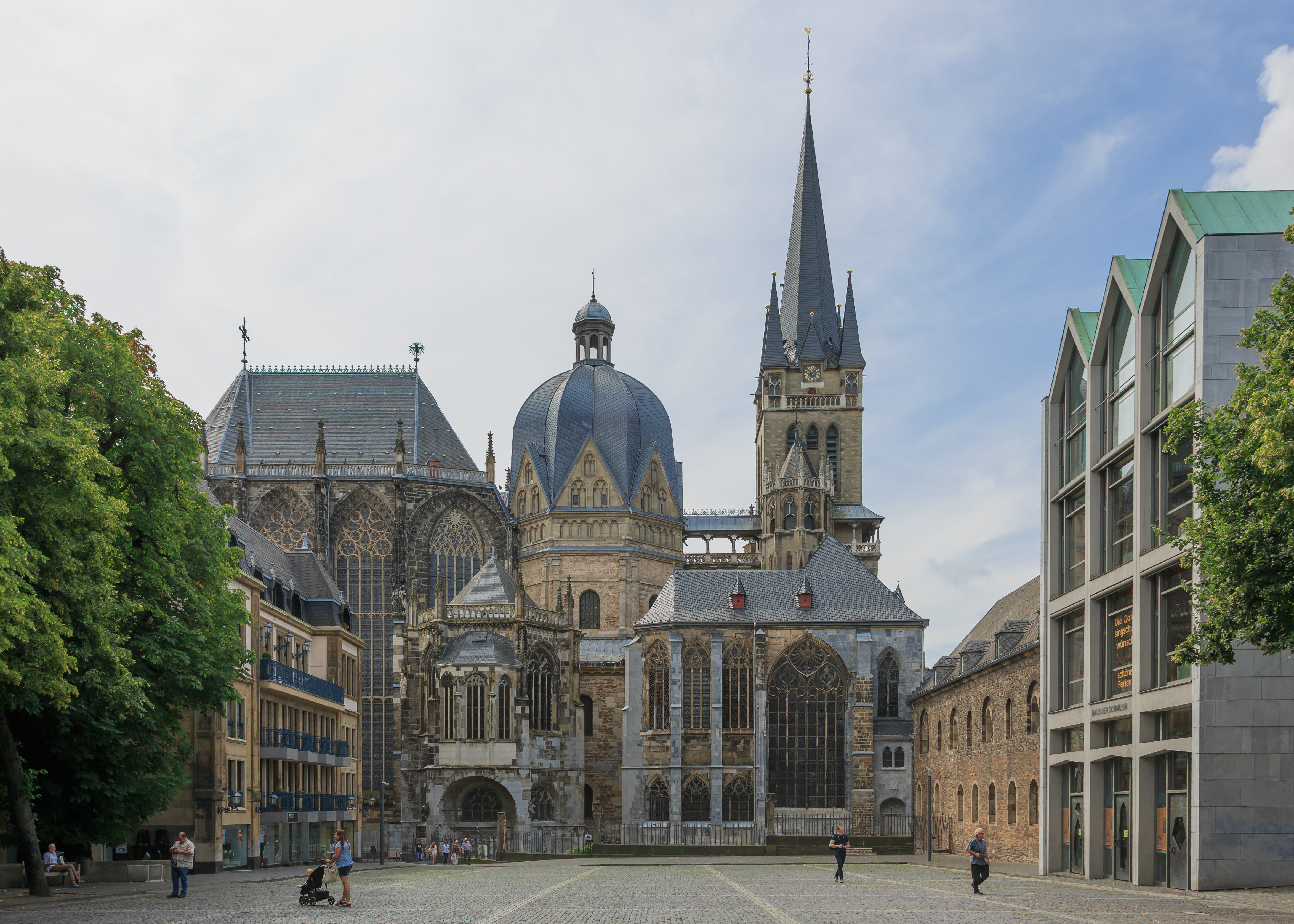
La cattedrale di Aquisgrana

Maria Ludwig Michael Mies nacque il 27 marzo 1886 al n. 29 di Steinkaulstraße ad Aquisgrana, in Germania, da Amalie Rohe (nata a Montjoie, oggi Monschau, il 14 aprile 1843 e morta ad Aquisgrana il 31 maggio 1928) e Michael Mies, impresario di marmi funebri attivo anche come muratore e scalpellino.
Gli anni dell'infanzia del giovane Ludwig furono assai fecondi per il suo futuro architettonico: uno stimolo importante fu ovviamente il mestiere del padre, grazie al quale egli fu subito proiettato nell'universo del costruire, ma un'influenza non secondaria fu esercitata anche dal paesaggio architettonico di Aquisgrana, indissolubilmente legato all'emergenza della Cappella Palatina ma al contempo incalzato dalla crescente industrializzazione. Di seguito si riporta una riflessione dello stesso Mies:
(Mies van der Rohe)
Dopo aver condotto una formazione di tipo tecnico presso la Domschule dal 1896 al 1899 e la Gewerbliche Tagesschule dal 1899 al 1901, completata da corsi serali di statica, costruzione, matematica e disegno di nudi seguiti su volontà del padre, Mies iniziò la propria carriera dapprima come scalpellino funerario e poi come operaio non salariato attivo nella manutenzione della cattedrale romanica della sua città, edificio che come già accennato lasciò un'impronta duratura nella sua fantasia (dal contatto assiduo con le pareti in mattoni di Aquisgrana, in particolare, avrebbe ascritto la sua approfondita conoscenza nonché devozione ai dettagli costruttivi).

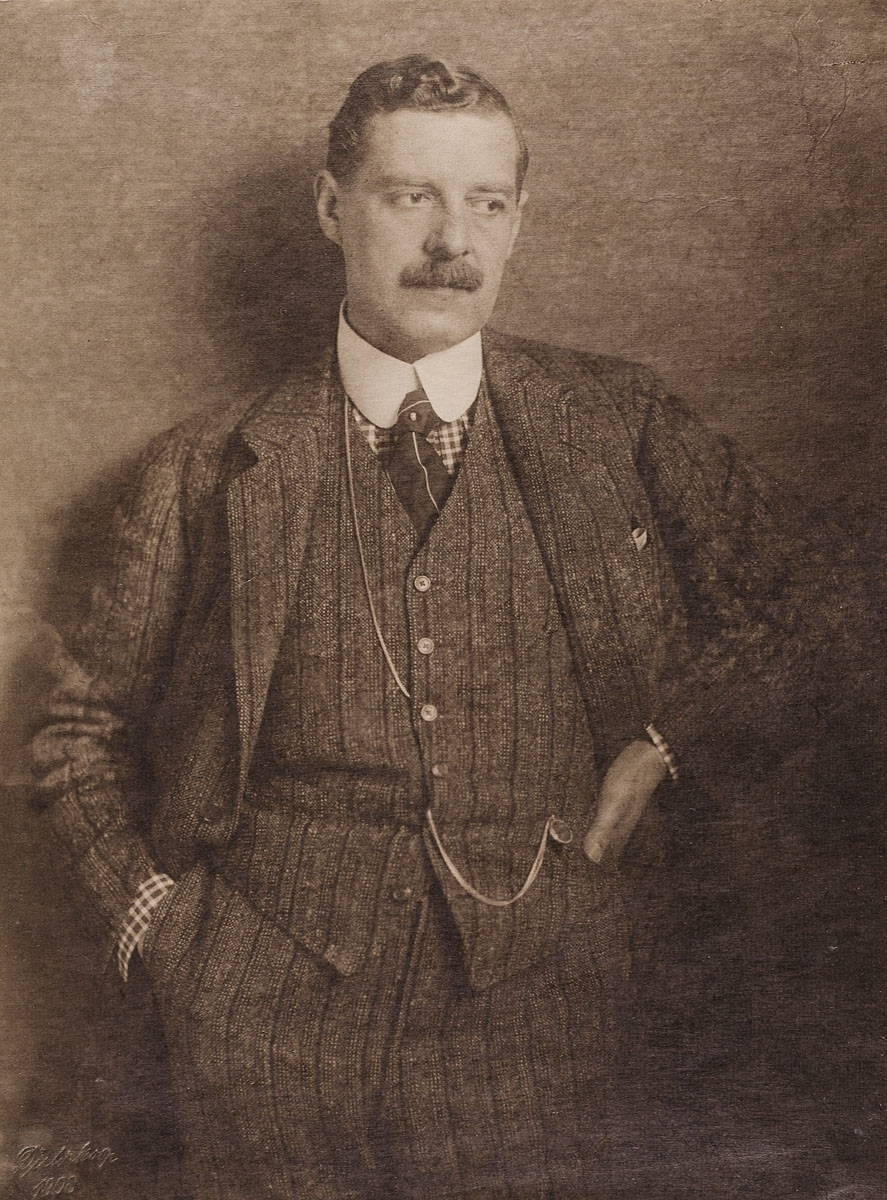
Peter Behrens, fondamentale punto di riferimento del primo Mies

### Esordi architettonici
Nel corso della sua carriera, per sottolineare la sua ascesa sociale da figlio di scalpellino ad affermato professionista, il giovane Ludwig volle foggiarsi un nuovo cognome. Il suo patronimico «Mies» aveva infatti nella lingua tedesca connotazioni spiccatamente peggiorative, essendo traducibile in italiano come «brutto» o «disgraziato». Per questo motivo, in aggiunta del cognome paterno nel 1921 aggiunse quello della madre - «Rohe» - preceduto dall'espressione olandese van der, non potendo ricorrere alla particella nobiliare tedesca von che era riservata a quanti potessero vantare un lignaggio aristocratico.

#### Sotto il segno di Behrens
Nel 1901 Mies indirizzò la sua carriera in senso architettonico impiegandosi dapprima come apprendista presso gli architetti Goebbles e Albert Schneider, sotto i quali attese alla progettazione dei grandi magazzini Tietz, e poi nel 1905 a Berlino, in un primo momento come disegnatore nei servizi municipali di Rixdorf, a sud-ovest della capitale, e poi nello studio di Bruno Paul. Parallelamente ai suoi impegni professionali, prestò servizio nelle milizie imperiali prussiane - venendo congedato dopo pochissimo tempo a causa di una polmonite - e approfondì i suoi studi seguendo le lezioni della Scuola di Arti Applicate e della Scuola di Belle Arti di Berlino.
Fu durante l'anno successivo, il 1906, che Mies ricevette la sua prima commissione per una casa unifamiliare, richiesta da Alois Riehl, docente di filosofia presso la Università Humboldt di Berlino - e dalla consorte Sophie: il giovane architetto interpretò l'incarico meditando sui progetti di architettura domestica di Hermann Muthesius e Heinrich Tessenow e affrontando i temi del dislivello morfologico verso il giardino, risolto mediante un podio (funzionale anche a distaccare l'opera dal contesto), oltre che dell'integrazione dell'arredamento con le pareti, e dell'adesione a una tradizione architettonica prussiana di fine Ottocento che aveva ricevuto anche la sua consacrazione letteraria nel libro di Paul Mebes Um 1800.
Particolarmente colpiti dalla qualità del lavoro, Sophie e Alois Riehl introdussero il giovane architetto nei propri circoli mondani (di cui facevano parte l'imprenditore Walther Rathenau, il filosofo Werner Jaeger e lo storico dell'arte Heinrich Wölfflin) e gli concessero una borsa di studio con cui egli poté recarsi in Italia (visitando Roma, Firenze e Vicenza e rimanendo particolarmente affascinato da palazzo Pitti e dalle ville palladiane). Fu sempre grazie al successo conosciuto da villa Riehl, d'altronde, che Paul Thiersch, capo dello studio di Bruno Paul, sollecitò il giovane Mies a entrare al servizio dell'architetto Peter Behrens, che in effetti lo assunse nel 1908.
Gli anni trascorsi nello studio di Behrens lasciarono un'impronta indelebile nella mente creativa di Mies. Fu qui che incontrò e fece conoscenza di Le Corbusier e Walter Gropius, anch'essi futuri maestri del Movimento Moderno, e che approfondì la propria conoscenza di Karl Friedrich Schinkel, che onorò per il suo «sorprendente sentimento» per «le masse, i rapporti, i ritmi, e l'armonia delle forme». I frutti architettonici di tanto arricchimento, tra l'altro, non poterono tardare: nel 1910 Mies progettò la casa del mercante d'arte Hugo Perls a Zehlendorf, che denuncia chiaramente i suoi legami con Behrens e, attraverso quest'ultimo, per l'appunto, Schinkel, di cui ripropose la contingenza espressiva e l'economia spirituale da essa comportata. Al 1910, invece, risale il progetto di monumento destinato alle celebrazioni del centenario di Bismarck, non realizzato, con cui Mies riprese il tema sempre tipicamente schinkeliano del basamento, qui espresso con un monumentale bastione di pietra affacciato scenograficamente sul Reno.

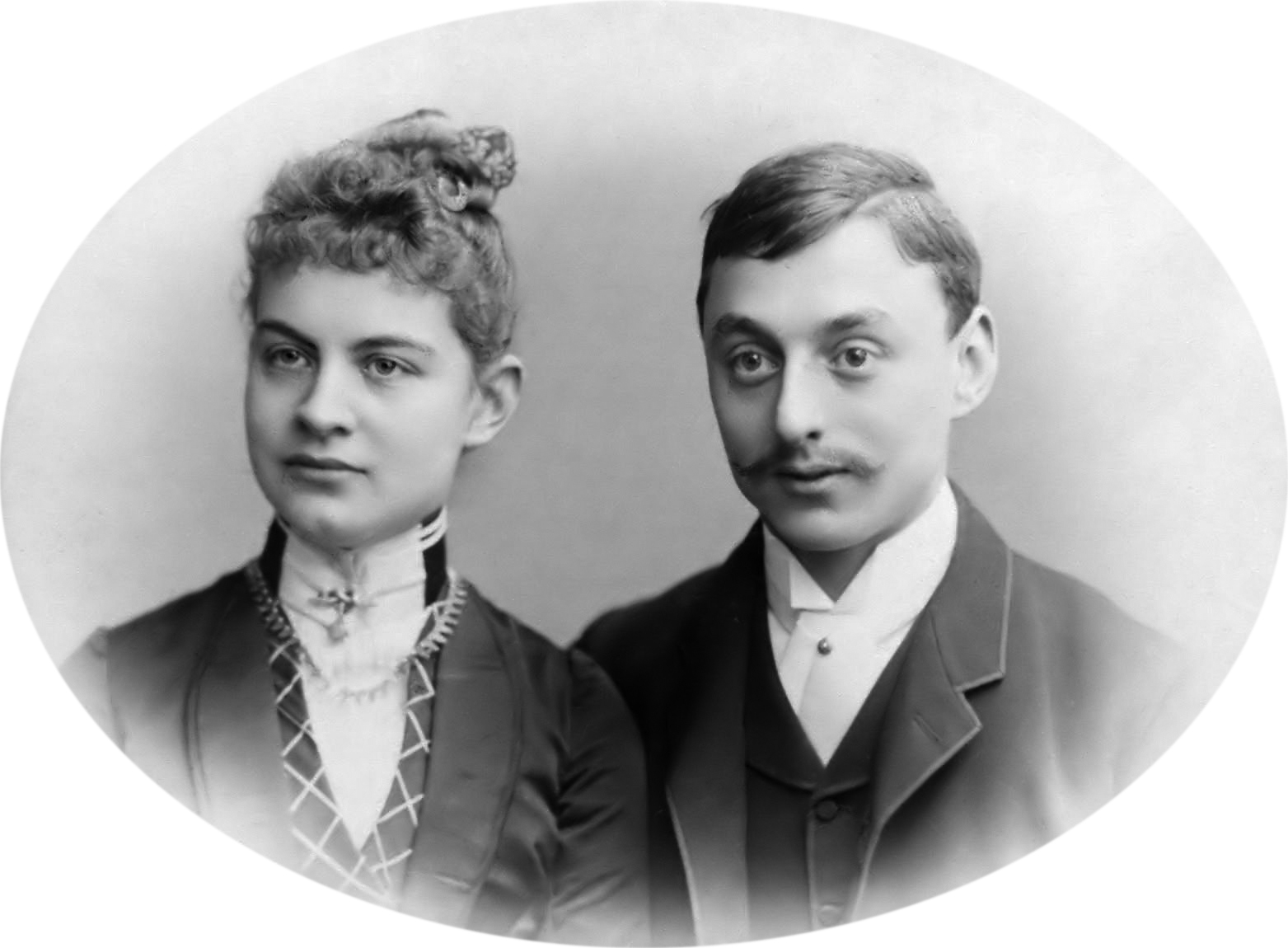
Ritratto fotografico scattato intorno al 1888 di Helene Müller e Anton Kröller

#### I Kröller-Müller
Nel 1912 Mies ricevette il primo incarico in proprio, una villa nei pressi di Otterlo per i coniugi Kröller-Müller i quali, per ospitare il proprio ingente patrimonio artistico, bandirono un concorso apposito. Questa iniziativa, portata avanti eludendo quindi la partecipazione di Behrens, segnò un brusco raffreddamento dei rapporti tra Mies e il maestro, che tra l'altro poco tollerava la fervente ammirazione dell'allievo per il rivale Hendrik Petrus Berlage, di cui si parlerà più accuratamente nel paragrafo § Hendrik Petrus Berlage.
Per i Kröller-Müller, dunque, Mies elaborò un progetto dove il tema della casa unifamiliare è risolto in una serie di parallelepipedi linearmente sovrapposti tra di loro e aperti sul paesaggio circostante. A questo progetto, tuttavia, venne preferito - malgrado le forti simpatie della signora Müller verso Mies - quello elaborato dallo stesso Berlage. Questa vicenda, tuttavia, fu comunque un prezioso stimolo per Mies che nel 1913, sancendo così il definitivo distacco da Behrens, aprì un proprio studio personale a Steglitz, quartiere a sud di Berlino. Allo stesso anno, inoltre, risalgono le nozze dell'architetto con Adele Bruhn, detta Ada, figlia di un ricco industriale con cui ebbe tre figli: Dorothea (conosciuta dagli amici come Georgia), Marianne e Waltraut.

### L'affermazione professionale

#### I grattacieli e la casa di Neubabelsberg

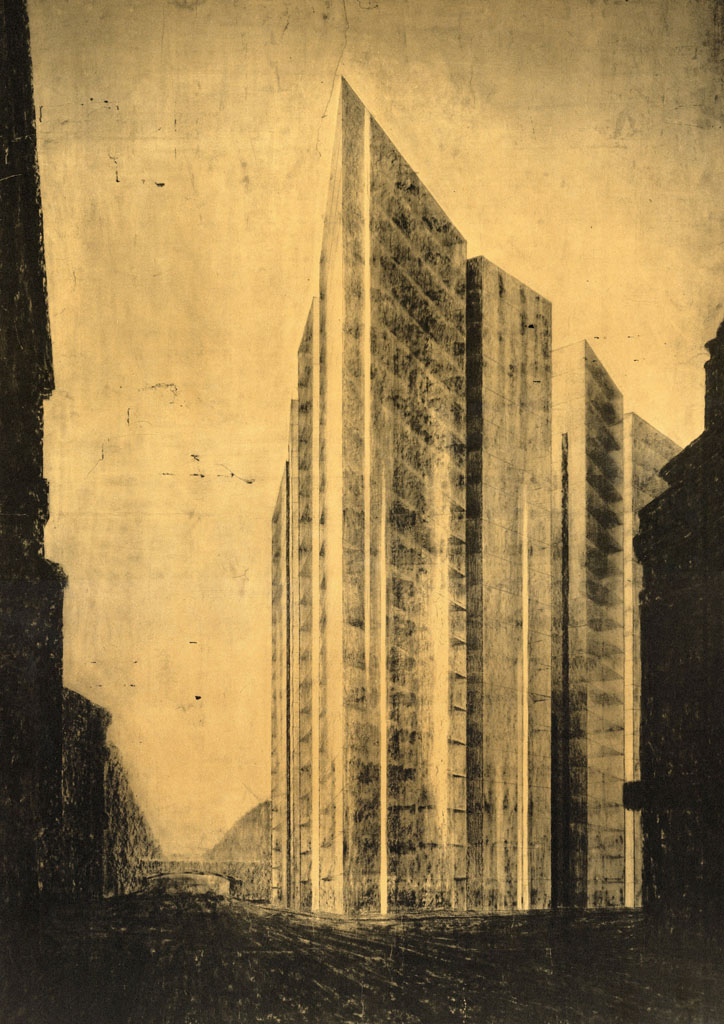
Prospettiva d'insieme al carboncino del grattacielo di vetro a Friedrichstrasse, a Berlino

Il termine della prima guerra mondiale fu per Mies foriero di cambiamenti, sia sul piano personale che professionale. Separatosi dalla moglie, pur senza divorziare ufficialmente, dal punto di vista artistico si avvicinò ai circoli Dada e alle attività del Novembergruppe, di cui fu uno dei principali animatori: era quest'ultimo in particolare un gruppo d'avanguardia finalizzato a riunire tutte le arti «sotto le ali di una grande architettura» a cui parteciparono anche Erich Mendelsohn, Hans Scharoun, George Grosz e Walter Gropius.
Fu proprio durante questo periodo che, in risposta alle dure condizioni economiche imposte dal primo dopoguerra, Mies iniziò inoltre a contemplare l'impiego di materiali moderni come l'acciaio e il vetro, impiegati sperimentalmente in due serie di cinque progetti che non furono mai realizzati, ma che comunque lasciarono un'impronta indelebile sulla filosofia architettonica modernista. Nel 1921, per l'appunto, fu il turno del progetto per un grattacielo a Friedrichstrasse, in cui Mies propose un triplice prisma vetrato con ossatura di acciaio alto venti piani; l'anno successivo meditò ancora sul tema del grattacielo con un'ulteriore elaborazione, dove la pelle dell'edificio assume un disegno più plastico. Al 1923, invece, risale un progetto di edificio per uffici in cemento, dove gli orizzontamenti dei solai lasciati a vista dall'esterno, inframezzati dai diaframmi trasparenti delle vetrate (arretrate rispetto al filo esterno dell'edificio), sono portati da due sistemi ortogonali di telai in cemento armato, dalla limpida chiarezza e semplicità. Gli ultimi due progetti, invece, furono due ville di campagna: la prima in cemento armato, e la seconda in laterizio, a Neubabelsberg. Di quest'ultima rimangono in particolare solo una prospettiva in carboncino e una pianta, dove il puro ritmo delle pareti in mattoni - che non si intersecano, toccandosi solo all'estremità - genera uno spazio fluido ma al contempo proporzionato ed equilibrato.

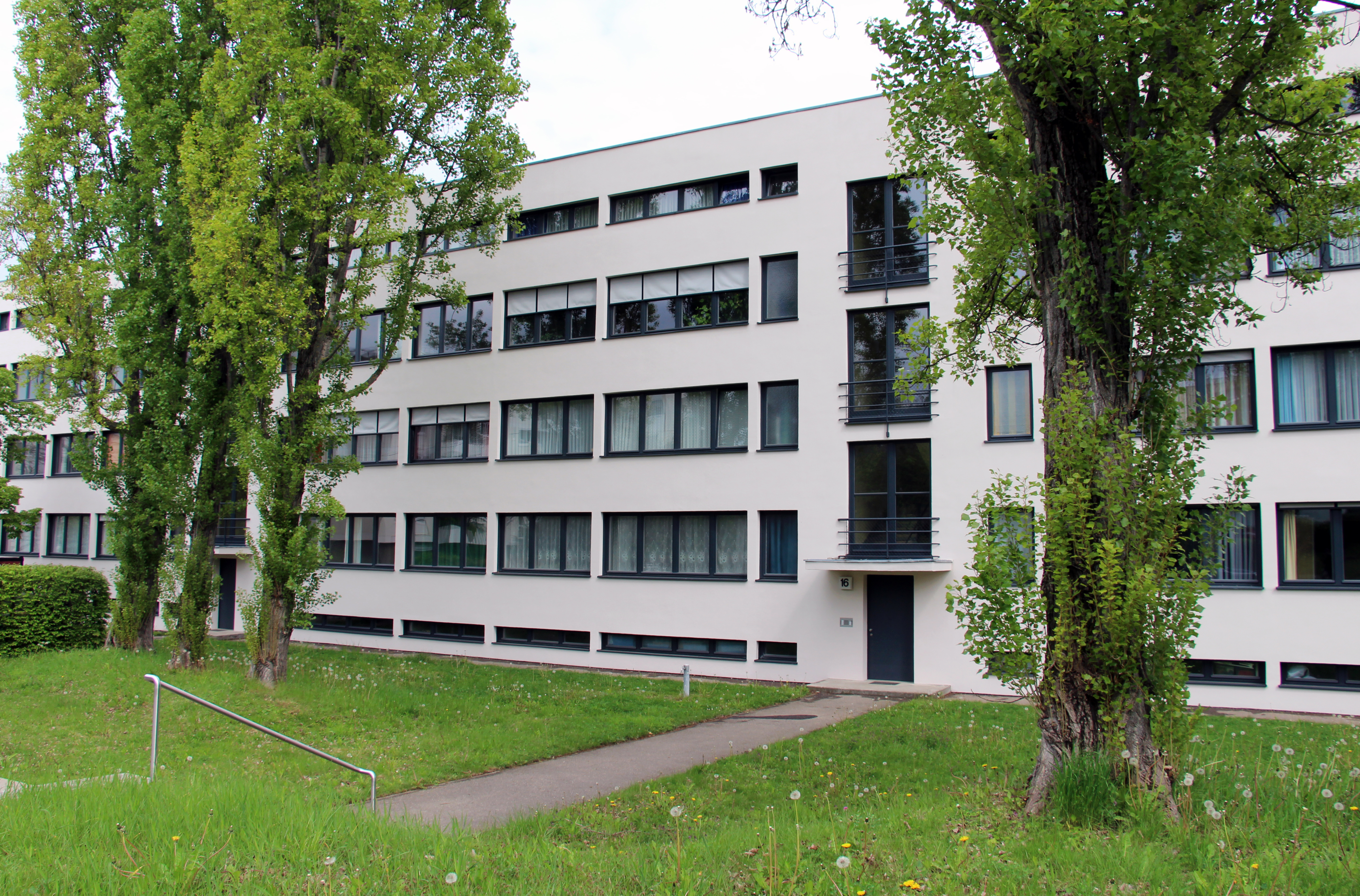
L'edificio progettato da Mies al Weissenhof di Stoccarda

#### G, il Deutscher Werkbund e il Weissenhof
Mies condusse la sua battaglia per una rinnovata modernità non solo progettualmente, bensì anche mediante un'intensa attività pubblicistica e di divulgazione, condotta nell'ambito della rivista G. Zeitschrift für elementare Gestaltung, con cui iniziò a collaborare a partire dal 1923. Fu tuttavia sempre l'architettura ad assorbire la maggior parte delle sue energie creative: a consacrazione della sua affermazione professionale, nel 1926 fu eletto vicepresidente del Deutscher Werkbund, per conto del quale si assunse nel 1927 l'incarico di dirigere il progetto del Weissenhof, un quartiere residenziale sperimentale a Stoccarda in cui i più grandi nomi della corrente Neues Bauen - tra cui Le Corbusier, Walter Gropius, Bruno Taut e Jacobus Johannes Pieter Oud - avrebbero potuto dare tangibile dimostrazione al grande pubblico dell'applicazione delle nuove modalità costruttive al campo residenziale. Lo stesso Mies, nell'ambito di questa iniziativa, progettò un edificio collettivo di quattro piani, di cui curò collaborando con la disegnatrice Lilly Reich (con la quale iniziò anche una relazione stabile) anche la parte di arredo: fu così che nacque la sedia MR20, pietra miliare del design contemporaneo, in cui i tubi di acciaio cromato della struttura, curvandosi elegantemente, generano uno sbalzo su cui "aggetta" la comoda seduta in corteccia di giunco.

#### Il padiglione di Barcellona e villa Tugendhat

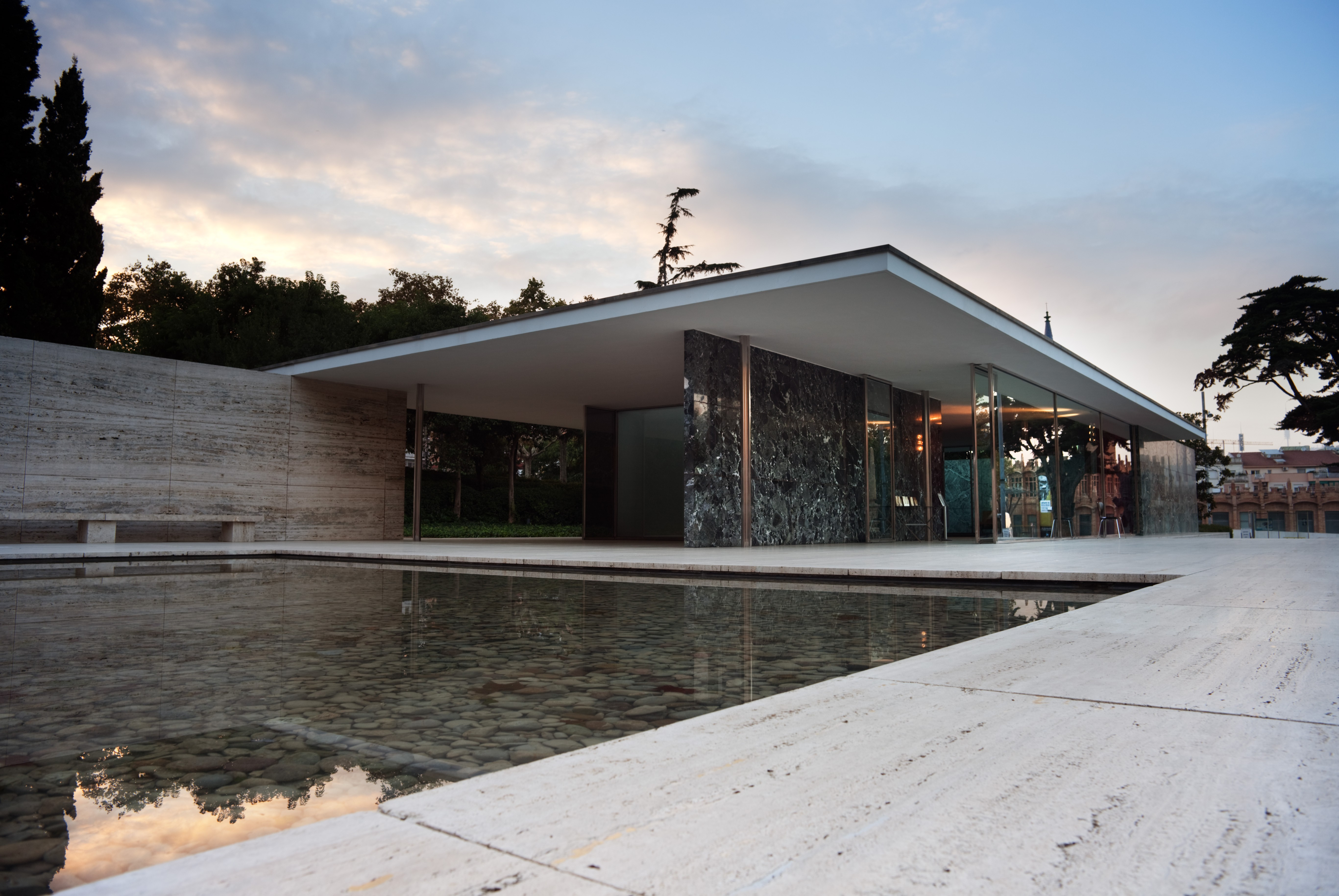
Il padiglione di Barcellona

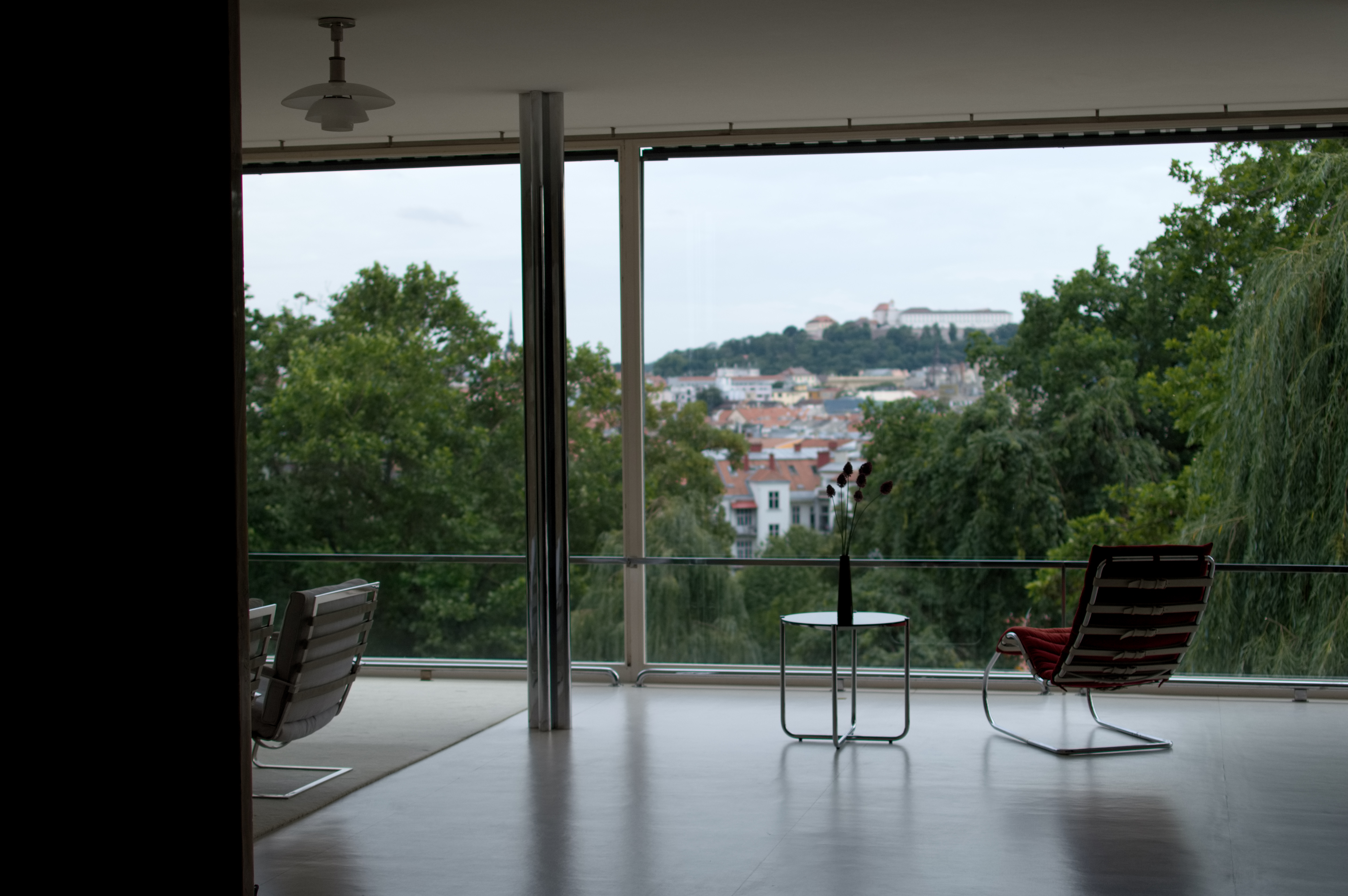
Gli interni di villa Tugendhat, a Brno

Nel 1928 il governo della repubblica di Weimar incaricò Mies di progettare il padiglione rappresentativo della Germania all'esposizione universale di Barcellona del 1929: fu così che nacque il celebre padiglione di Barcellona, punto di svolta non solo della produzione di Mies, ma dell'intera architettura del XX secolo. A differenza del linguaggio passatista del resto dei padiglioni della fiera, Mies qui diede vita a un progetto dichiaratamente moderno, in cui due corti esterne sono collegate da un padiglione animato da una forte differenziazione tra gli elementi portanti (i pilastri in acciaio cromato a cui è affidata la funzione di enunciare, con la loro essenza di scheletro strutturale, l'ordine profondo e la gerarchia dell'opera) e gli elementi di separazione, ovvero i setti di travertino, con cui Mies avvolge e definisce lo spazio interno ed esterno secondo i principi del plan libre. L'architetto progetta anche gli arredi e la sistemazione degli spazi esterni, sempre in collaborazione con Lilly Reich: in questa occasione fu creata per l'appunto la celebre poltrona Barcelona, in cui due linee curve incrociate e continue in trafilato di acciaio cromato sorreggono sinuosamente i cuscini in pelle di bovino.
Contemporaneamente ai lavori per il padiglione di Barcellona, di cui riprese e proseguì le scelte architettoniche, Mies attese anche alla progettazione di villa Tugendhat, a Brno, in Cecoslovacchia: anche qui, in un edificio articolato su tre piani, Mies predispose all'interno della regolarità cartesiana del telaio diversi elementi atti a scandire e definire i vari ambiti, come la parete semicircolare in ebano della sala pranzo, o il tramezzo in onice che separa il soggiorno dalla parte studio. Anche villa Tugendhat poté fregiarsi di un elemento di arredo appositamente concepito per i suoi spazi, la sedia Brno (modello MR50), animata dalla dialettica tra la nitida squadratura dello schienale e la linea tesa ed arcuata del telaio in acciaio.

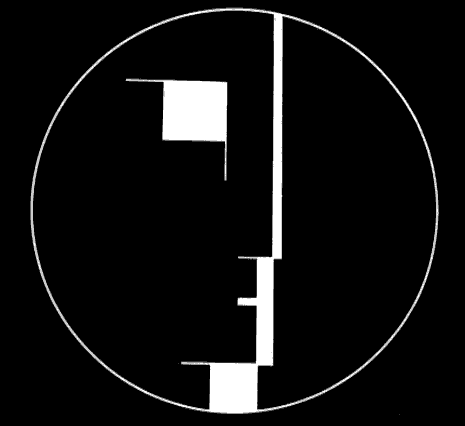
Logo del Bauhaus ideato da Oskar Schlemmer

### Gli anni del Bauhaus e il declino hitleriano

#### Il Bauhaus
Il Bauhaus fu un istituto superiore di istruzione artistica fondato da Walter Gropius nel 1919 finalizzato a superare l'antinomia tra arte e industria e a plasmare una sintesi tra le varie forme di espressione artistica. Mies fu chiamato a dirigerla nell'agosto 1930 per sostituire Hannes Meyer, allontanato in quanto - insistendo sul tema delle responsabilità sociali dell'architetto - iniziò a essere considerato un agitatore politico dalla classe politica conservatrice della regione di Dessau, in cui era situata la seconda sede della scuola.
Mies, pur essendo più malleabile e consensuale del predecessore dal punto di vista politico, ne colse e proseguì la linea didattica, finalizzata a trasformare il Bauhaus da una scuola di arti e mestieri a un autentico istituto di architettura. Fu egli stesso personalmente attivo nell'insegnamento nell'ambito dei laboratori di progettazione architettonica, condivisi con il collega Ludwig Hilberseimer: in questa qualifica egli stimolò gli studenti a perfezionare la propria prassi progettuale valorizzando il ruolo dello schizzo all'interno della strategia di progetto e ricorrendo con insistenza al tema della casa a corte durante le esercitazioni.
Erano questi, tuttavia, anni bui per la Germania, oppressa dall'inesorabile ascesa del nazionalsocialismo e della sua ideologia razzista, antisemita e antidemocratica. Del deterioramento della scena politica tedesca risentì anche il Bauhaus, che il 22 agosto 1932 fu espulso da Dessau su ordine del consiglio municipale di quella città, ormai a spiccata maggioranza nazista. Mies, così, pur avendo cercato invano di persuadere i nazisti della «apoliticità» dei contenuti del proprio architettare, riaprì la scuola a Berlino, anticipando personalmente il capitale necessario per la sua apertura, non godendo più l'istituto dello statuto di scuola pubblica. La definitiva presa del potere nazista, tuttavia, frustrò nel nome della Gleichschaltung [normalizzazione] anche quest'ultima iniziativa, sancendo nel 1933 la chiusura definitiva della scuola.
Di seguito si riporta uno stralcio di un'intervista in cui Mies comunicò, con la distanza degli anni, le sue impressioni sull'esperienza del Bauhaus:
LUDWIG MIES VAN DER ROHE A questa domanda penso che potrebbe rispondere meglio Walter Gropius visto che è stato lui a fondare il Bauhaus e per me questo è il Bauhaus. Quando Gropius se ne andò, lasciò il Bauhaus nelle mani di Hannes Meyer. A quell’epoca la scuola divenne uno strumento più politico, usato non tanto da Meyer quando da persone più giovani. A mio giudizio Meyer non era un uomo forte e si lasciò ingannare da quei giovani. Posso anche capirlo, ma ciò ha prodotto uno scarto e quella che si potrebbe definire la seconda fase del Bauhaus fu ben diversa dal quella di Gropius. Il Bauhaus dal 1919 al 1932 è stata una faccenda piuttosto sfaccettata. Io vi arrivai quando il Bauhaus doveva affrontare molti problemi per ragioni politiche. La città di Dessau, che era democratica o meglio socialdemocratica, doveva finanziarlo, ma gli amministratori mi dissero che non volevano più farlo. Gropius e il sindaco di Dessau vennero da me. Mi spiegarono la situazione e mi chiesero di assumere la direzione. Erano convinti che se avessi rifiutato, la scuola avrebbe chiuso i battenti. Andai al Bauhaus e dissi chiaro e tondo agli studenti, nel modo più chiaro che potei: «Non ho nulla contro le idee politiche che circolano qui. Ma voi qui dovrete lavorare e vi posso assicurare che caccerò via chi non lavorerà». Io mi impegnavo per insegnare qualcosa agli studenti e loro dovevano lavorarci sopra. Ma non mi sentivo così coinvolto nel Bauhaus come lo era Gropius. Quella era stata una idea sua. Però lavoravamo nella stessa direzione. Quando Gropius ha compiuto settant’anni ho tenuto un discorso sul Bauhaus. Secondo me, dissi, non è stata la propaganda a far conoscere il Bauhaus in tutto il mondo, ma il fatto che si trattava di un’idea nuova»
(John Peter)

#### Sotto lo spettro nazista
Nella speranza di riuscire a ricevere commissioni malgrado il consolidamento del regime nazista Mies inizialmente aderì alla Camera della Cultura del Reich supportando così le iniziative di Adolf Hitler, nel timore altrimenti di rimanere un «tedesco di seconda classe» (come osservò Ivo Pannaggi chiedendosi al contempo se si fosse trattato di «necessità o ambizione»). Parallelamente partecipò a numerosi concorsi, tutti miseramente falliti: nel 1933, il suo progetto per l'estensione della Reichsbank non incontrò i favori del Führer, che gli preferì la proposta di Heinrich Wolff in quanto dotata di una cubatura più elevata, né il dittatore apprezzò il suo padiglione per l'esposizione universale di Bruxelles del 1935, del quale anzi calpestò violentemente il modellino in scala che gli fu presentato. Fu così che Mies, vedendo il proprio avvenire professionale in Germania definitivamente compromesso, iniziò a contemplare con insistenza sempre crescente l'idea di emigrare dalla propria terra natale.

Dichiarazione di intenti n. 148782 per Mies van der Rohe rilasciata in seguito al suo arrivo negli Stati Uniti

### Negli Stati Uniti

#### L'Armour Institute di Chicago
Il primo viaggio statunitense di Mies data al 1937: fu un'esperienza significativa, anche perché incontrò personalmente Frank Lloyd Wright, che accolse il suo collega con molta più calorosità di quanta non ne avesse mai riservata a un qualsiasi altro collega europeo: Wright, probabilmente, riconosceva le affinità tra la propria filosofia progettuale e quella miesiana, della quale in un certo modo rivendicava la paternità.
Dopo aver ricevuto vari inviti da numerose università americane, tra cui il Mills College di Oakland, Mies - spaventato dal deterioramento della situazione politica in Germania - abbandonò ogni reticenza e nell'agosto 1938 emigrò definitivamente negli Stati Uniti, dove sarebbe divenuto insegnante presso l'Armour Institute di Chicago (oggi Illinois Institute of Technology). In questo nuovo ruolo Mies ristrutturò completamente il programma di studi dell'istituto:
(Mies van der Rohe)
A lato di questa riorganizzazione didattica, Mies lavorò anche ad una nuova riorganizzazione architettonica e urbanistica dell'istituto, ulteriore occasione per approfondire il tema cardine della sua opera, ovvero la ricerca di un ordine profondo e intrinseco grazie all'architettura. In quest'occasione Mies intervenne in un lotto rettangolare che riordina mediante l'inserimento di ventidue edifici con telaio in acciaio e tamponamenti in laterizio o vetro regolamentati da un reticolo di ventiquattro piedi che riesce a conferire ritmo rispetto al resto della città che entropicamente si era sviluppata intorno. Particolarmente significativi, in questo masterplan, risultano essere il Metals and Minerals Research Building, sempre basato sulla dialettica tra la struttura in acciaio e l'involucro in vetro e mattoni, e l'Alumni Memorial Hall, dedicata agli alunni caduti in guerra.

Il Seagram Building

#### I paradigmi americani
(Arthur Drexler)
Ottenuta la cittadinanza statunitense nel 1944, Mies nel Nuovo Continente diede vita a una consistente serie di nuove creazioni. Tra queste particolarmente significativa è casa Farnsworth, una residenza unifamiliare commissionata dalla nefrologa Edith Farnsworth nel 1945: in una grande radura boscosa, Mies ripropose un volume scatolare a telaio in acciaio, questa volta sopraelevato su un podio e rivestito da un involucro vetrato che relaziona l'ambiente domestico - un vero e proprio open space privo di partizioni rigide - con quello naturale circostante.
Al termine del suo mandato all'Armour Institute di Chicago Mies vi realizzò un'ultima creazione, la Crown Hall: qui una copertura sorretta da quattro grandi capriate in acciaio dà forma a un unico spazio unitario, libero e perciò suscettibile della massima flessibilità. Al 1952 risale invece la Convention Hall, una sala per esposizioni e congressi per Chicago dove un sistema di travi reticolari appoggiate esternamente su elementi puntuali consente di lasciare libero tutto lo spazio interno.
Frattanto, Mies ebbe anche l'opportunità di approfondire una tipologia edilizia che, sin dai tempi del grattacielo di vetro a Friedrichstrasse, gli era particolarmente cara: quella degli edifici alti e delle torri di abitazione. Questo tema venne ripreso nei Lake Shore Drive Apartments, due torri di ventisei piani dove Mies predispose una controllata gerarchia tra l'ordine della struttura e il curtain wall del tamponamento, in modo da agevolare la lettura della sua presenza strutturale. Questo approccio emerge con maggiore chiarezza nel Seagram Building, a New York, dove la lama silente del grattacielo, avvolto da un curtain wall continuo, è arretrata rispetto al filo del lotto, così da riservare lo spazio rimanente ad una piazza e rendere l'edificio il principale riferimento dell'antistante Park Avenue.

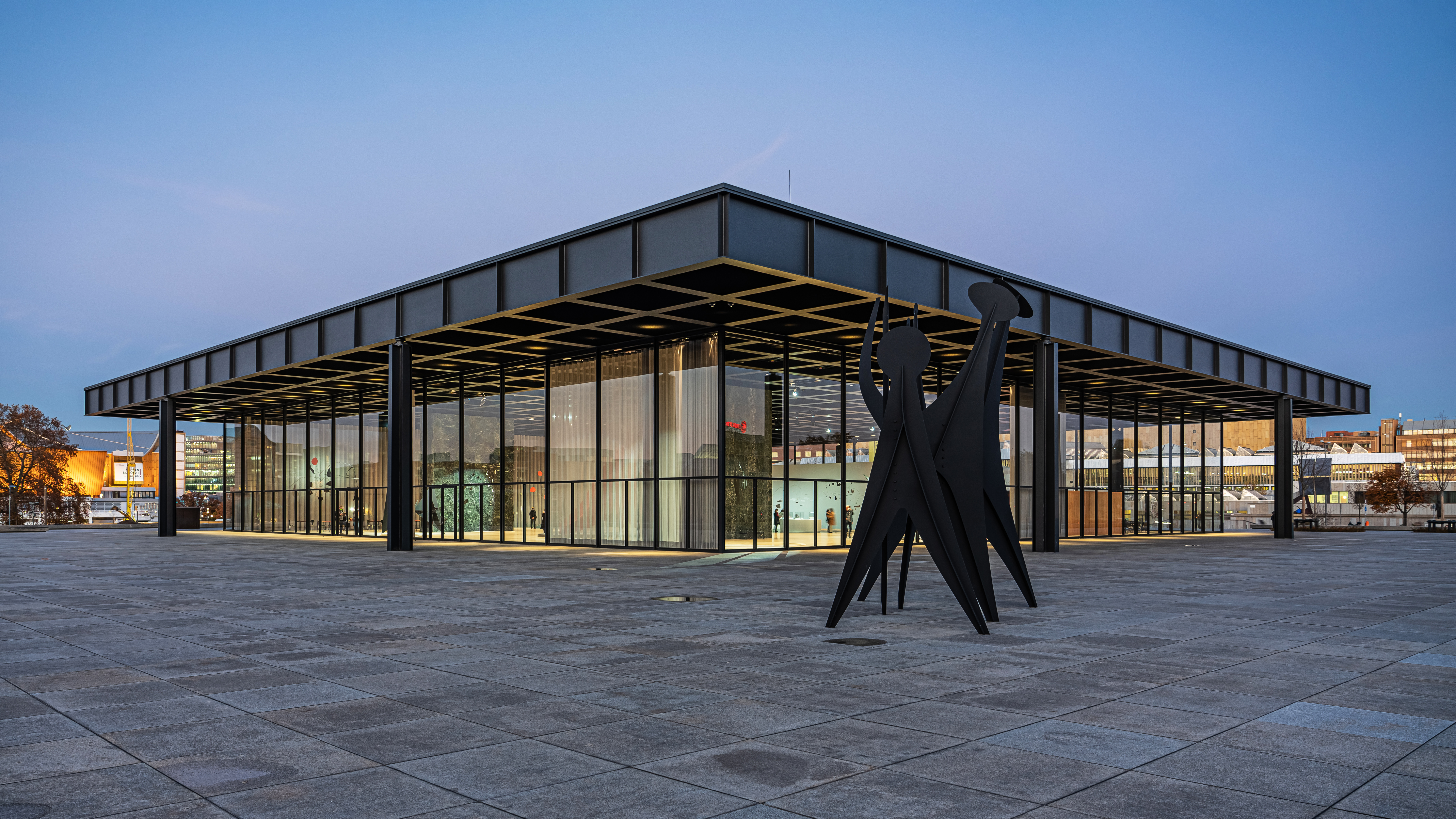
La Neue Nationalgalerie

### Gli ultimi anni
Gli ultimi anni di carriera di Mies furono costellati di premiazioni e riconoscimenti ufficiali: divenuto membro dell'American Academy of Arts and Science nel 1956, l'anno successivo aderì all'Akademie der Künste di Berlino e fu insignito dell'ordine tedesco Pour le Mérite, a consacrazione del successo in una nazione che durante il regime hitleriano lo aveva rinnegato. Nel 1959, invece, ricevette la medaglia d'oro del Royal Institute of British Architects e fu ricevuto all'Académie d'architecture di Parigi.
Nel 1962 Mies fu incaricato dall'amministrazione di Berlino Ovest della progettazione della Neue Nationalgalerie, la nuova sede museale da contrapporre all'antico centro monumentale dell'Isola dei Musei, rimasto a Est dopo la costruzione del Muro. Ulteriore riflessione sul tema dei grandi spazi liberi privi di elementi portanti intermedi, nella Neue Nationalgalerie, vero e proprio «Partenone del XX secolo» secondo le parole di Francesco Dal Co, è proprio la chiarezza della forma strutturale a dare una forma all'intero complesso, dove la grande aula al piano terra è totalmente libera ed è destinata a esposizioni temporanee, con le collezioni permanenti ospitate nei seminterrati. La struttura, articolata su una grande piastra nervata appoggiata su una maglia di otto grandi pilastri cruciformi e tamponata da facciate continue arretrate rispetto al filo della facciata, è così ridotta all'essenziale e dà vita a una sensazione di estrema leggerezza.
Dando prova di grande alacrità costruttiva anche negli ultimissimi anni, in cui progettò la Federal Plaza di Chicago, l'One Charles Center e la Highfield House a Baltimora, e il complesso di Westmount Square a Montréal, Mies van der Rohe si spense il 17 agosto 1969, stroncato da un cancro all'esofago. Sinceramente pianto dai suoi contemporanei, fu sepolto nel cimitero di Graceland, a Chicago.

## Principi architettonici

### Il discorso del RIBA
In occasione del conferimento della Royal Gold Medal nel maggio 1959 da parte del Royal Institute of British Architects (RIBA) Mies pronunciò un discorso dove è cristallizzato il senso del suo lavoro e che è utile analizzare per tracciarne così un itinerario di pensiero: negli scarni appunti riportati in dieci foglietti preliminari affiorano appunto una serie di profonde questioni che Mies si pose nel corso di tutta la sua carriera in merito al significato e al ruolo dell'architettura rispetto all'uomo e ai propri tempi.
Il discorso iniziò con i consueti ringraziamenti alla Regina Elisabetta II. Dopo i ringraziamenti formali Mies riportò tutte le «direzioni differenti» (different directions) su cui meditò durante gli esordi: oltre agli architetti inglesi come Edwin Lutyens, Charles Francis Annesley Voysey e Charles Rennie Mackintosh, citati strategicamente perché la cerimonia stava appunto avendo luogo a Londra, Mies menzionò i nomi Henry van de Velde, Joseph Maria Olbrich e, in particolare, di Peter Behrens, suo maestro. Nei foglietti preliminari, assenti però nel discorso effettivamente pronunciato al RIBA, sono riportati aggiuntivamente i nomi di Alfred Messel (architetto particolarmente attivo a Berlino a fine Ottocento: suoi sono i magazzini Wertheim) e di Hendrik Petrus Berlage, altro punto di riferimento imprescindibile per Mies.
Malgrado l'ammirazione tributata a questi architetti, Mies riconobbe poi di aver imparato di più dall'architettura antica, come la cattedrale di Aquisgrana (ovvero il senso dell'armonia e dei dettagli), che non da quella a lui contemporanea:

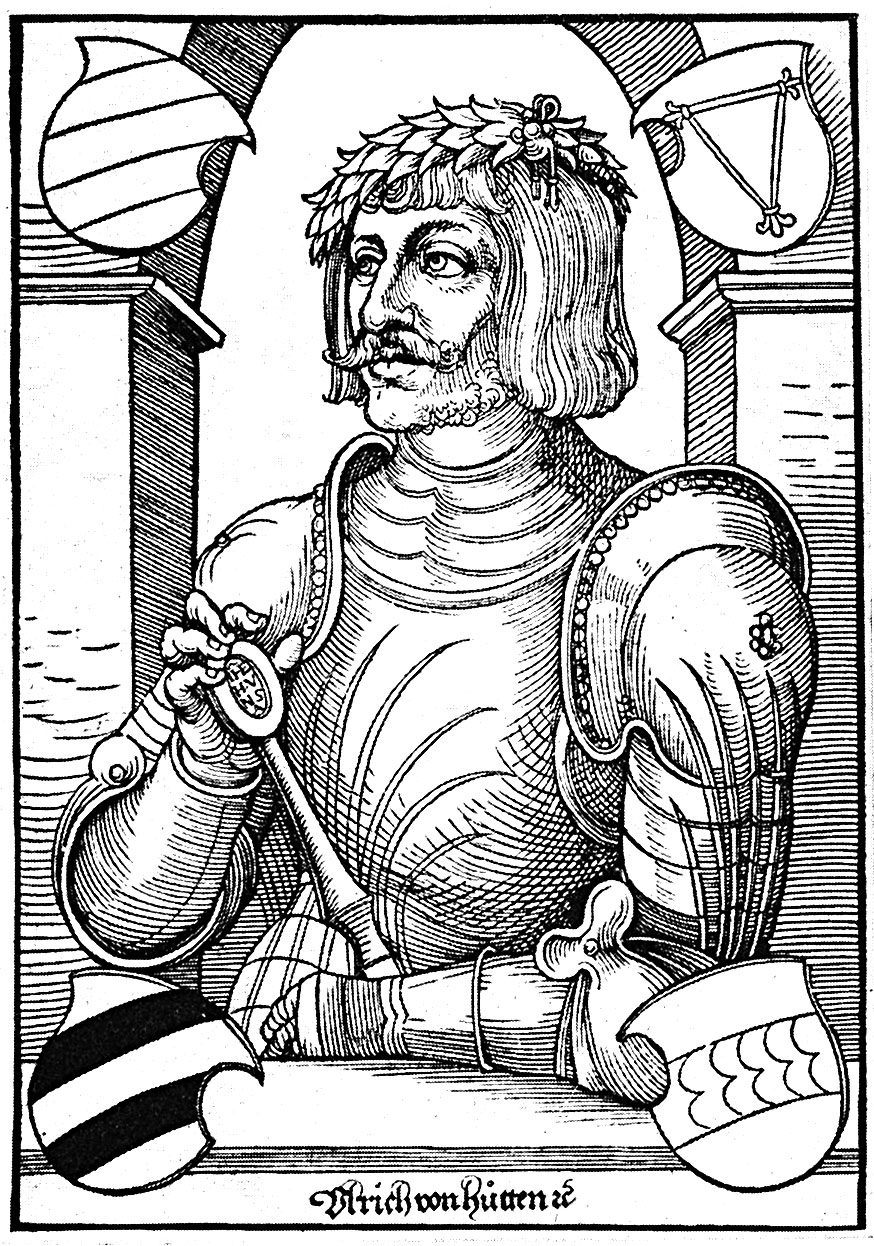
Il nome dell'umanista tedesco Ulrich von Hutten (nell'immagine) è contenuto nell'ottava annotazione preliminare del discorso del RIBA, ma Mies decise poi di tralasciarlo. Al contrario, Mies lo citò terminando il discorso radiofonico tenuto in occasione del suo settantacinquesimo compleanno per The Voice in America in questo modo:

Dopo questi due passaggi, in cui si profila nitidamente la questione dei modelli architettonici che più hanno segnato il percorso formativo di Mies, seguì poi una riflessione su cosa fosse autenticamente architettura:
- But what is our time?
 
- What is its structure; its essence?
 
- What are the sustaining and driving forces?
- Ma qual è il nostro tempo?
 
- Qual è la sua struttura, la sua essenza?
 
- Quali forze la sostengono, la guidano?
»
Mies identificò queste forze nella civilizzazione e nella cultura, e si interrogò sulla relazione intercorrente tra questi due fenomeni:
- What is culture?
 
- What is the relation between the two?
- Cos'è la cultura?
 
- Qual è la relazione tra le due?
»
A questo punto egli, memore della lezione dei filosofi della Scolastica, citò san Tommaso d'Aquino, e in particolar modo la formula filosofica adaequatio rei et intellectus: questa è la relazione che a giudizio di Mies l'architetto deve stabilire tra sé stesso e i suoi oggetti. Infine, citando Agostino d'Ippona, ricordò che «la bellezza è lo splendore della verità», che per Mies non significa mostrare la realtà, bensì illuminare la materia con l'intelletto e far risplendere così la forma, irradiando bellezza. Risaltano, in queste due riflessioni, altrettanti punti cardinali della produzione architettonica di Mies van der Rohe: in primo luogo, il suo legame con la filosofia, e in particolare la teologia medievale, che per l'architetto costituì sempre una preziosa occasione di riflessione sul senso della propria architettura; in secondo luogo, la sua esigenza di verità, che per Mies si accompagnò sempre a una volontà di ordine, razionalità e quindi chiarificazione strutturale.
But what is truth?

- Thomas: adaequatio rei et intellectus

Ma cos'è la verità?

- Tommaso: adaequatio rei et intellectus

- Agostino: la Bellezza è lo splendore della verità.»
Alla fine del discorso Mies introdusse un termine di slowness, in cui l'architettura viene interpretata come il lento dispiegarsi di un'epoca, un autentico «campo di battaglia dello spirito», riecheggiando così il pensiero di Berlage (kunstwerde). L'architettura, a giudizio di Mies, dipende dal tempo non perché la subisce, ma perché ne «cristallizza l'intima struttura e del lento dispiegarsi della sua forma», eliminando qualsiasi scoria:
L'affresco offerto da questo discorso, dunque, restituisce l'immagine di un Mies da una parte dotato di una fisionomia poliedrica, eclettica, che copre trasversalmente ambiti tanto architettonici e culturali, quanto umanistici e filosofici, in epoche sia contemporanee che storiche, e dall'altra profondamente interessato alla problematica dell'ordine e della chiarezza (identificati nella verità) espressi mediante l'architettura.

### Influenze
La ricerca architettonica di Mies non è stata affatto autoreferenziale, bensì ha prodigalmente attinto dal vasto patrimonio di esperienze costruttive offerto sia dalla sua epoca che dagli evi passati.

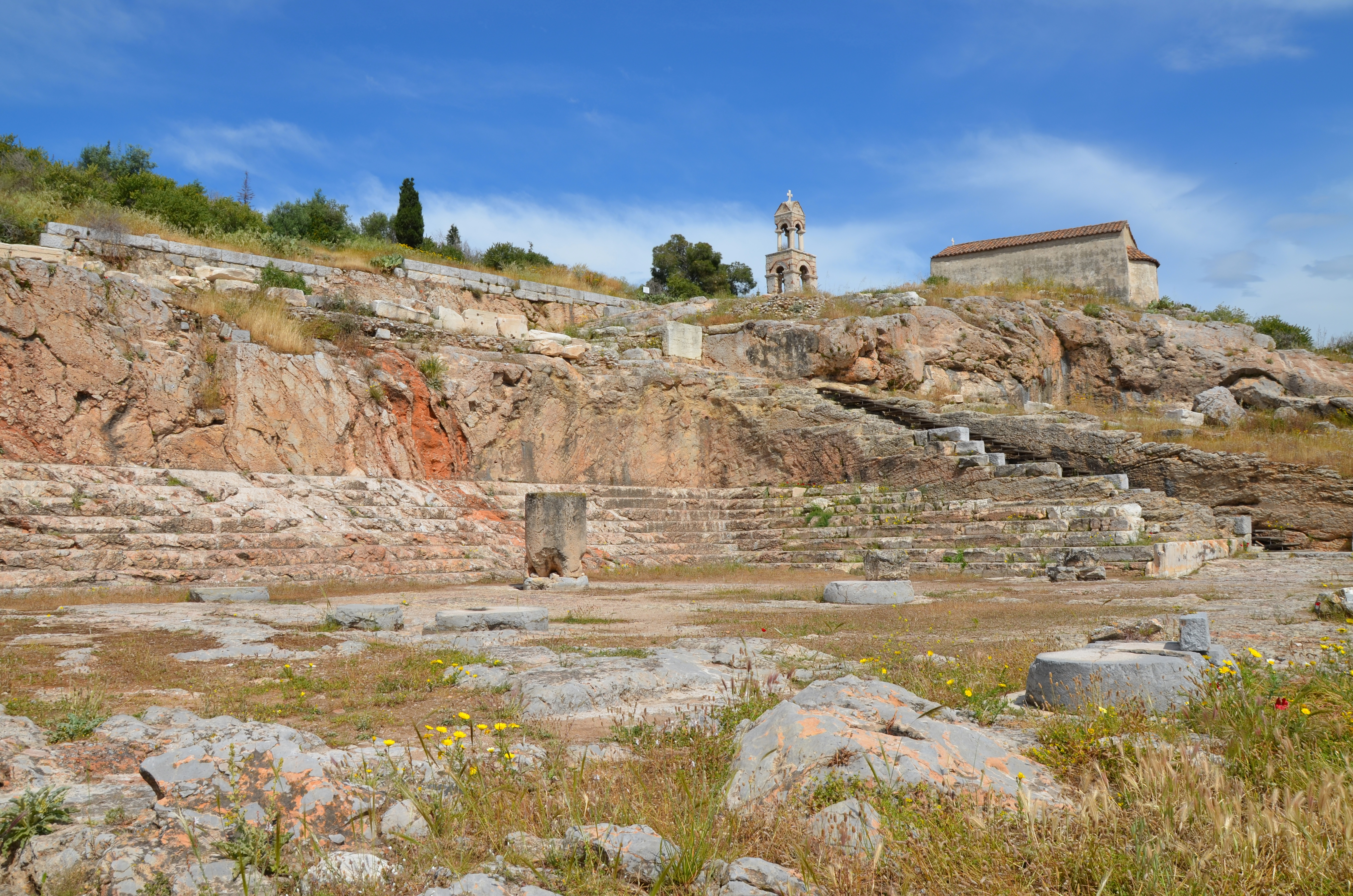
Il Telesterion di Eleusi

#### L'architettura antica
Così come numerosi suoi contemporanei (come Le Corbusier) anche Mies subì il fascino dell'architettura greca, in particolare del Partenone e del Telesterion di Eleusi. Da questi due edifici monumentali Mies apprese «il valore della dialettica tra sistema trilitico e principio murario nell'ambito di una severa regola proporzionale e dispositiva, nel primo, e, nel secondo, l'anelito a costruire un grande spazio per la riunione, aspirazione poi assunta a fondamento [...] nella Convention Hall» (Capozzi).
Particolarmente influente è stata anche la Cappella Palatina della cattedrale della sua città natale, ovvero Aquisgrana, che gli fornì lo spunto per meditare sul valore della «chiarezza costruttiva». Di seguito si riporta una dichiarazione dello stesso Mies a un'intervista concessa nel 1955 in cui egli rifletté sull'influenza che le sue origini hanno esercitato sulla sua opera architettonica:
(Mies van der Rohe)

#### Karl Friedrich Schinkel
Regio architetto alla corte prussiana del XIX secolo, Karl Friedrich Schinkel è stato il maggiore artefice del volto ottocentesco di Berlino, autore di opere dal lucido monumentalismo come la Neue Wache, l'Altes Museum, la Schauspielhaus e la Sommerhaus di Charlottenburg.
Conosciuto da Mies attraverso l'intermediazione del maestro Behrens, Schinkel lasciò un'impronta vivida nella fantasia dell'architetto, che dai suoi edifici filtrò importanti lezioni «nella costruzione dello spazio urbano, l'esibizione tettonica degli elementi costruttivi resi architettonici [...], la centralità dello spazio e il ruolo del crepidoma come dispositivo di mediazione e distinzione sacralizzante dal piano consueto della città o dal suolo naturale» (Capozzi). Lo stesso Mies confermò il valore della lezione schinkeliana affermando: «Nell'Altes Museum [Schinkel] separava gli elementi, le colonne, le pareti e il soffitto, e io penso che questo sia tuttora visibile nei miei ultimi edifici».

#### Hendrik Petrus Berlage
Mies nutrì sempre una fervente ammirazione per Hendrik Petrus Berlage, architetto olandese che firmò opere come la Borsa di Amsterdam o il piano urbanistico per l'espansione meridionale della medesima città. Berlage, in particolare, promuoveva una forma di architettura che utilizzasse in maniera onesta i materiali costruttivi, sempre in un'ottica di razionalismo strutturale che distinguesse chiaramente le parti portanti da quelle portate. Lo stesso Mies, che condivideva la pratica dell'architetto olandese secondo la quale «non si doveva realizzare nulla che non fosse costruito con chiarezza», confermò il debito contratto con Berlage in questi termini:
(Mies van der Rohe)

#### Peter Behrens
Di seguito si riporta un ulteriore stralcio dell'intervista condotta da John Peter, in cui Mies sottolinea il suo debito nei confronti del maestro Behrens:

LUDWIG MIES VAN DER ROHE Sì, non c’è dubbio. Ritengo che se una persona prende sul serio il suo lavoro, anche se è abbastanza giovane, inevitabilmente viene influenzata da altri – è una realtà da cui non si sfugge. Io sono stato suggestionato innanzitutto dalle costruzioni antiche [...] Poi ho lavorato con Behrens. Behrens aveva un senso profondo della grande forma. Era quello che lo interessava di più e questo l’ho certamente capito e l’ho imparato da lui»
(John Peter)
Seppur nutrendo in questo rapporto qualche conflittualità - Mies rivendicò sempre ad esempio la paternità della facciata sul cortile della Fabbrica di turbine AEG, ideata quando il maestro «non sapeva quel che faceva», Mies apprese da Behrens «l'attitudine a 'ragionare per principi', il significato essenziale di große Form, di una forma monumentale ed evocativa messa in rapporto alle tecniche, un certo rigore classico/platonico nella composizione delle masse e una estrema precisione nei dettagli costruttivi che dovevano tendere all'essenzialità» (Capozzi). Mies, d'altronde, si sarebbe ricordato degli edifici di Behrens anche nella tardissima maturità, quando - intento alla progettazione della Neue Nationalgalerie - desunse dalla Fabbrica delle Turbine il dettaglio della cerniera sferica e il ritmo della scansione delle vetrate.

### La ricerca architettonica di Mies: ordine, verità, struttura
La forte industrializzazione che aveva interessato l'Europa nella metà del XIX secolo, e il forte sviluppo tecnologico che ne seguì, agevolò il diffondersi di nuovi materiali costruttivi, come il ferro, l'acciaio e il vetro: questo fenomeno aveva spesso disorientato gli architetti dell'Ottocento, i quali - improvvisamente denudati dal supporto di secoli di tradizione - dovettero improvvisamente fare i conti con materiali nuovi di cui ignoravano sia le caratteristiche che le potenzialità. Fu così che - tranne alcune isolate eccezioni, come ad esempio Gustave Eiffel, Joseph Paxton, Henri Labrouste - i nuovi materiali vennero spesso snaturati oppure occultati dentro l'apparato architettonico, che di fatto conduceva un discorso completamente slegato da quello strutturale: basti pensare al colonnato ionico del British Museum di Robert Smirke, dove l'ordine architettonico in realtà è sorretto da una struttura metallica in ghisa.

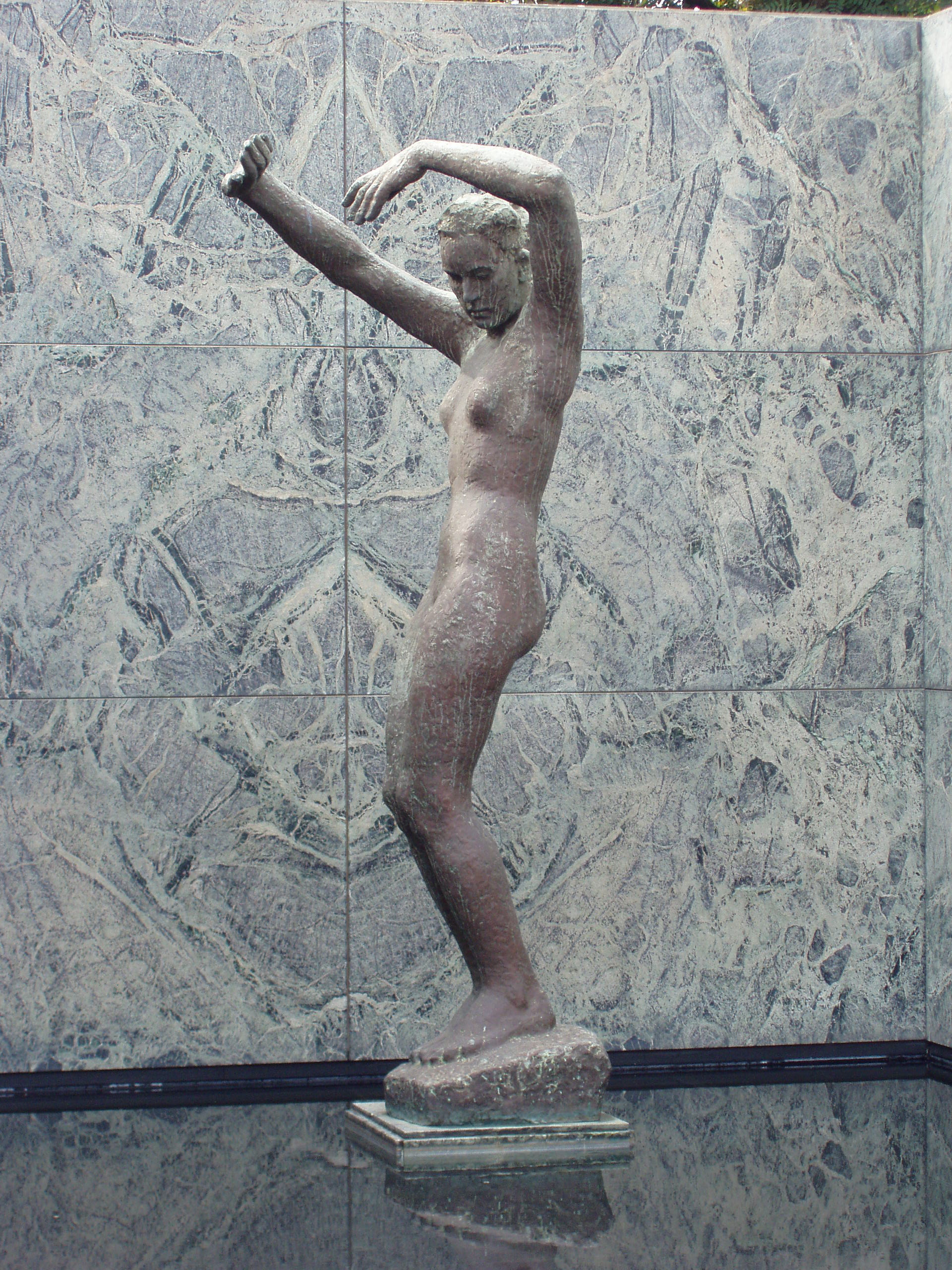
Il mattino, scultura muliebre nuda di Georg Kolbe esposta nel Padiglione di Barcellona

Altri architetti anche contemporanei a Mies, invece, connotarono l'architettura come rappresentazione di istanze esogene, come ad esempio tradizioni, ideologie, o simbolismi: è così, ad esempio, che Bruno Taut interpretò l'impiego del vetro in architettura, caricandolo di significati allegorici e metaforici (come avviene, ad esempio, nel Glaspavillon). Tutte queste questioni risultarono profondamente estranee a Mies, per cui l'obiettivo principale cui l'architettura deve tendere deve essere la rappresentazione del proprio tempo:
(Mies van der Rohe)
Per caricarsi di quest'istanza rappresentativa, e dunque poter essere autenticamente moderna, l'architettura deve dunque secondo Mies assurgere a un intento di verità (così come era stata intesa dai mistici medievali), e pertanto dotarsi di una «chiarezza costruttiva portata alla sua espressione esatta». Quest'assunzione porta con sé numerose conseguenze. In primo luogo, la «sincerità» dell'edificio, che dovrà mostrare (e non nascondere) la struttura e i materiali costruttivi con cui è stato edificato, nel segno di una sostanziale corrispondenza ontologica tra struttura (metodo del costruire) e forma (risultato del costruire). La forma architettonica, di conseguenza, non potrà essere assegnata a priori in base a decisioni di ordine estetico, giudicate come arbitrarie, né costituire il semplice fine del processo progettuale, bensì sarà il risultato della rappresentatività della conformazione strutturale, la quale a sua volta scaturirà dalla soluzione più semplice e pragmatica ai problemi dati da un certo contesto. In questo modo, per Mies, la struttura e l'uso corretto dei materiali saranno gli strumenti con cui conferire valore estetico all'architettura, e la forma diviene il risultato, ma mai il fine, del proprio percorso progettuale:
(Mies van der Rohe)
(Mies van der Rohe)

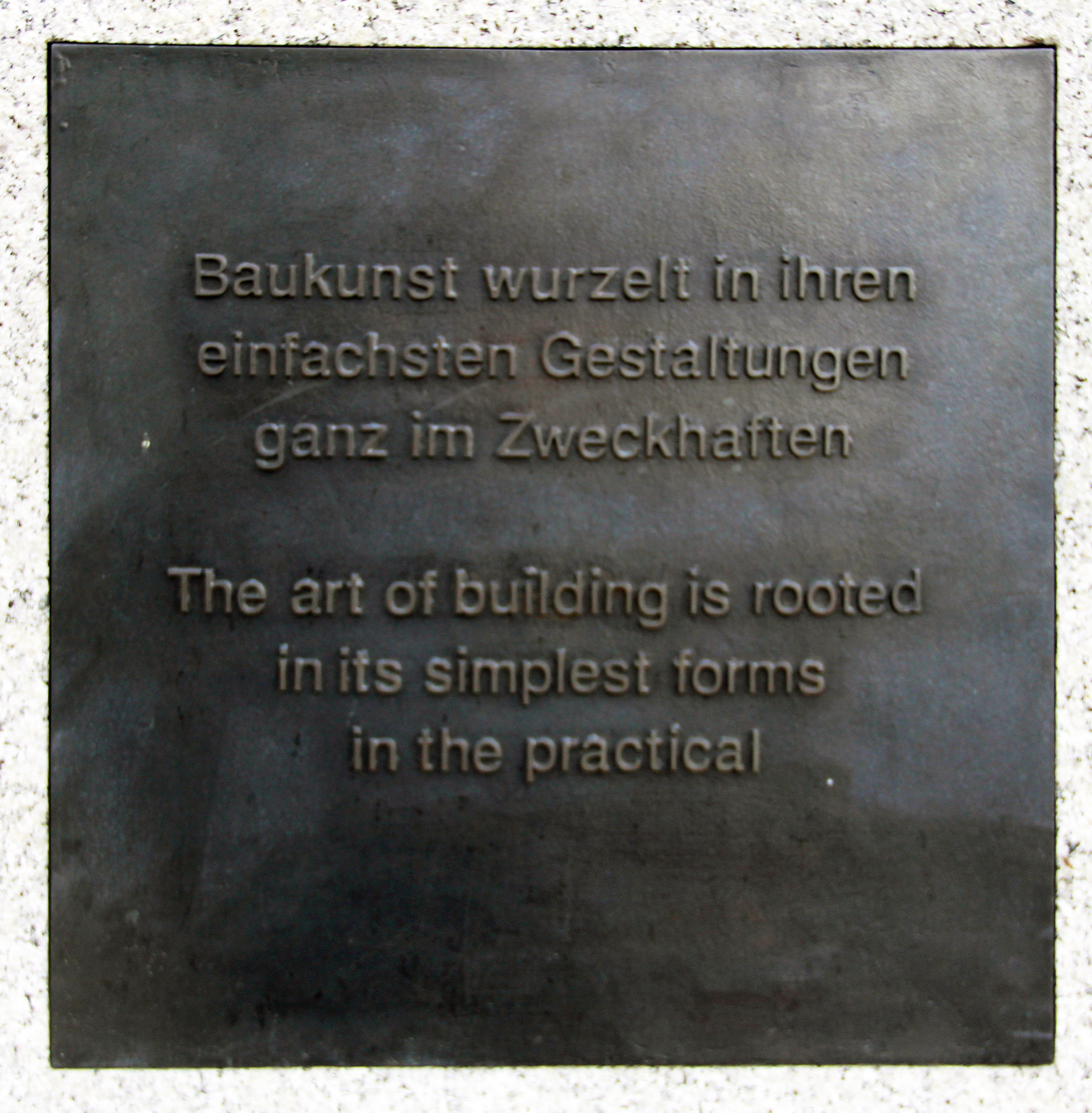
Targa commemorativa di Mies al n. 13 di Kirchstraße, a Berlino.

Da queste premesse Mies van der Rohe giunse così alla formulazione di un'architettura dotata di una serie di attributi: l'ornamento, che per Mies significa una conoscenza e un uso appropriato dei materiali; la misura, ciò che rende manifesta la bellezza, esprimibile mediante le proporzioni; il dettaglio, dove si nasconde Dio («Dio è nei dettagli» è un celebre aforisma miesiano); l'ordine, ovvero quella chiarezza profonda che, progettualmente, è come già accennato chiarezza della struttura, che trascende la mera funzionalità tecnica. Per arrivare a risultati simili - che Mies cristallizzò nella definizione di un'architettura «pelle ed ossa» (skin and bones) - sarà tuttavia necessario avviare un'opera di semplificazione e sottrazione, spogliando la propria opera architettonica da tutti quei problemi ridondanti che impediscono l'ottenimento di una risposta edilizia semplice ad un bisogno complesso:
(Mies van der Rohe)
Questo processo di paziente distillazione dalla complessità all'essenzialità è icasticamente sintetizzato in uno degli aforismi più celebri di Mies, assurto a vero e proprio manifesto dell'architettura del XX secolo:
(Mies van der Rohe)

### Mies e la filosofia
Per «avere le idee chiare su quanto accade, sui caratteri del nostro tempo e capire il significato di tutto» oltre che sul senso della propria ricerca architettonica Mies si è spesso servito della filosofia. Un importante punto di riferimento per Mies fu in questo senso Meister Eckhart, teologo domenicano vissuto nel Medioevo che meditò a lungo sul tema del distacco:
Per Eckhart il distacco, ancora prima che un presupposto morale, è un'operazione razionale mediante la quale è possibile conquistare la libertà, proprio in quanto comporta una speculazione, un'indagine con la mente, e il padroneggiare gli opposti delle contraddizioni: solo in questo modo, pertanto, si può arrivare allo Spirito e alla verità, raggiungendo una beatitudine sconfinata. Il tema del distacco è anche il tema di Mies, il quale rinuncia sia alla forma come fine (la forma, al contrario, si dispiega lentamente dopo un'opera di continua sottrazione: less is more) sia all'invenzione continua e alla felicità creativa (a differenza di Frank Lloyd Wright): l'architetto tedesco, infatti, preferì alla forza della potenza creatrice piuttosto un'inesauribile, costante ricerca del perfezionamento di soluzioni sempre più chiare sul medesimo tema - quello della chiarezza e dell'ordine dell'architettura - tralasciandone altre che, secondo le sue stesse parole, «possono essere interessanti ma non convincenti». Attraverso la sottrazione (senza per questo giungere a una semplificazione) è possibile così giungere secondo i filosofi scolastici e Mies alla comprensione delle cose, alla loro essenza, alla verità e, dunque, alla bellezza. Il totale distacco eckhartiano dalle cose che porterebbe alla massima vicinanza a Dio, inoltre, fu interpretato da Mies secondo la necessità di valorizzare il vuoto come pienezza, tema - ad esempio - della grande aula della Neue Nationalgalerie.
Si è visto, dunque, che l'esercizio del distacco è la via privilegiata per il raggiungimento della verità. Ma come si traduce quest'esigenza di verità in architettura secondo Mies? Particolarmente significativa, in questo senso, è stata la lezione di Tommaso d'Aquino e di Agostino d'Ippona:
Animato su sua ammissione da uno spirito religioso, seppur «non affiliato a nessuna Chiesa» come egli stesso ebbe modo di dire, Mies meditò dunque a lungo sul senso dell'«adaequatio rei et intellectus» - la coincidenza del pensiero con la realtà extramentale - e sulle sue conseguenze in ambito architettonico. In particolare, questa riflessione si risolse - come descritto nel paragrafo § La ricerca architettonica di Mies: ordine, verità, struttura - nella continua ricerca di una sincerità costruttiva, interpretata appunto come immagine e riflesso della verità morale e formale delle sue architetture. Altro concetto di san Tommaso d'Aquino ripreso da Mies fu quello di «vivere in disposizioni libere», interpretato architettonicamente secondo la necessità di una struttura chiara e regolare che consentisse l'adozione di piante flessibili e, appunto, libere.

## L'uomoMies
John Peter, in un'intervista che gli fu concessa nel 1955, offre un vivace ritratto caratteriale di Mies van der Rohe:
(John Peter)